# Skrajna prawica

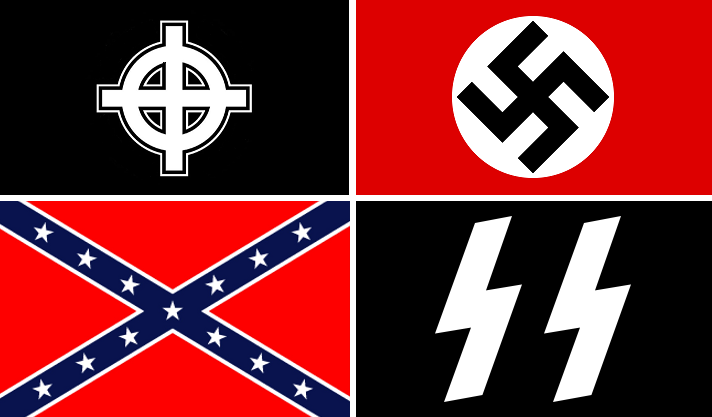
Symbole często używane przez prawicowych ekstremistów (od lewej u góry): krzyż celtycki, flaga III Rzeszy, flaga bojowa Skonfederowanych Stanów Ameryki i symbol Schutzstaffel

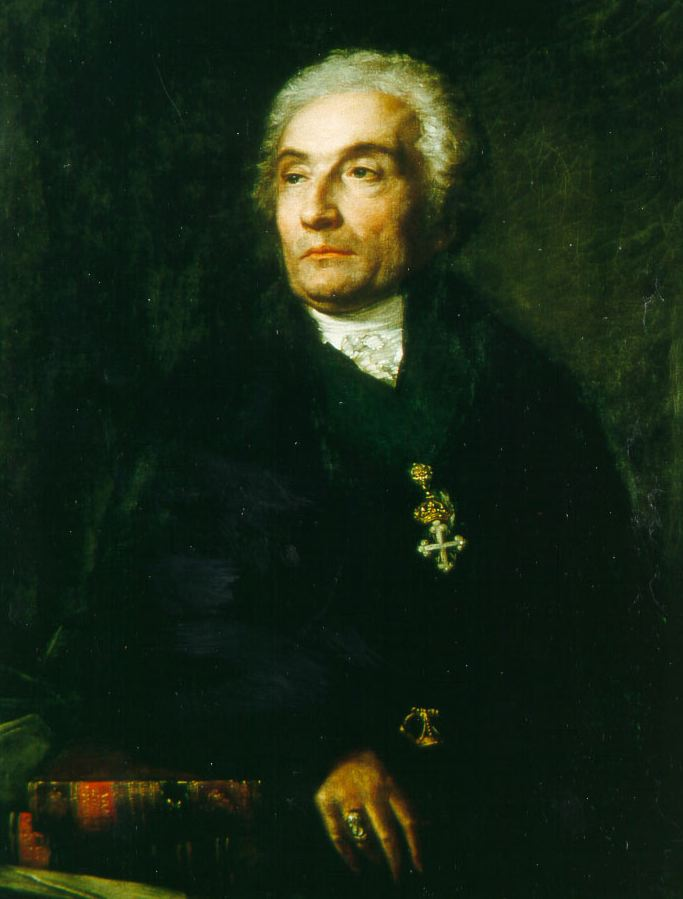
Joseph de Maistre, lider skrajnego, reakcyjnego nurtu legitymistów w czasie rewolucji francuskiej

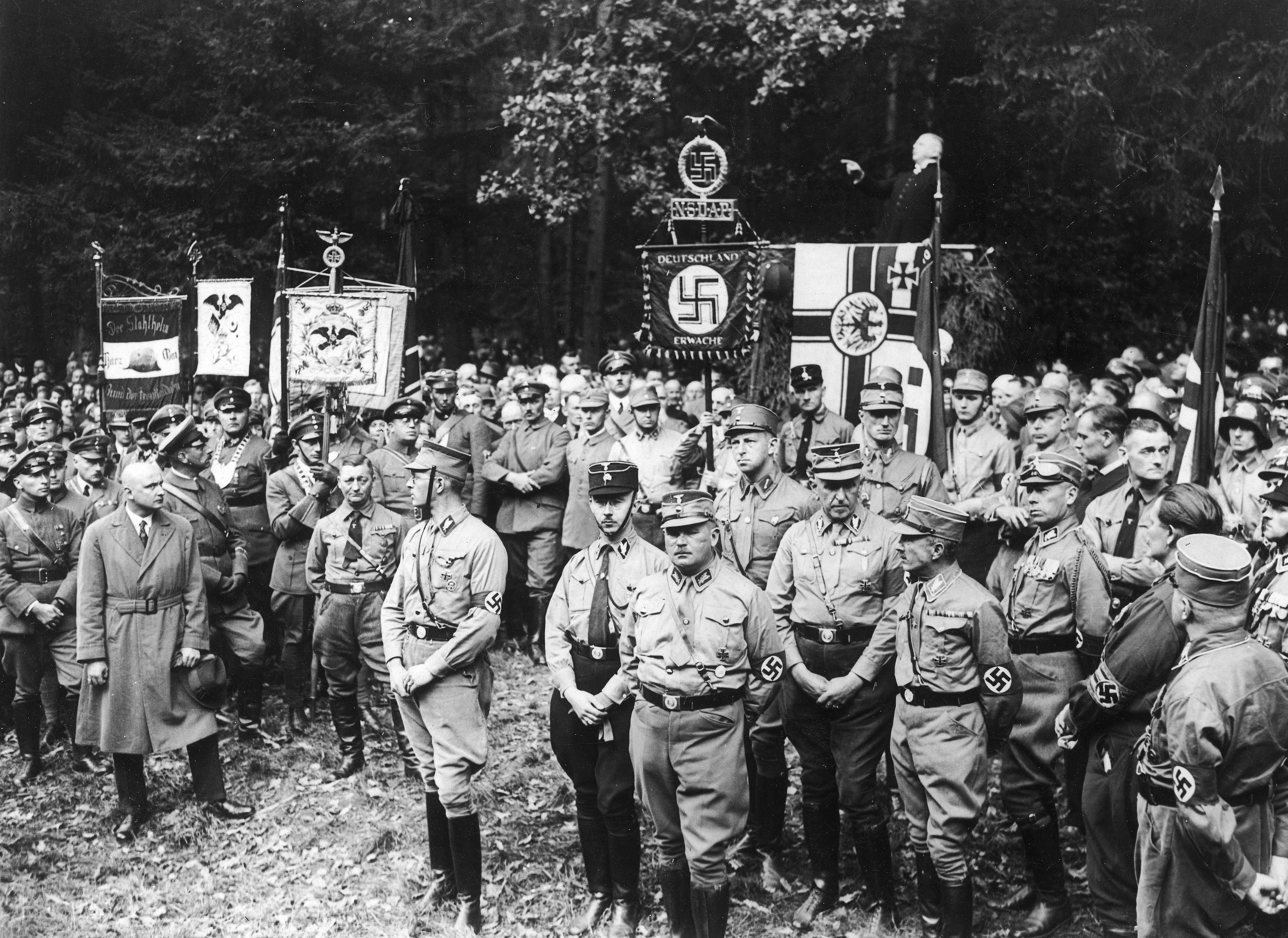
Członkowie Narodowosocjalistycznej Niemieckiej Partii Robotników i Niemieckiej Narodowej Partii Ludowej w okresie działania Frontu Harzburskiego

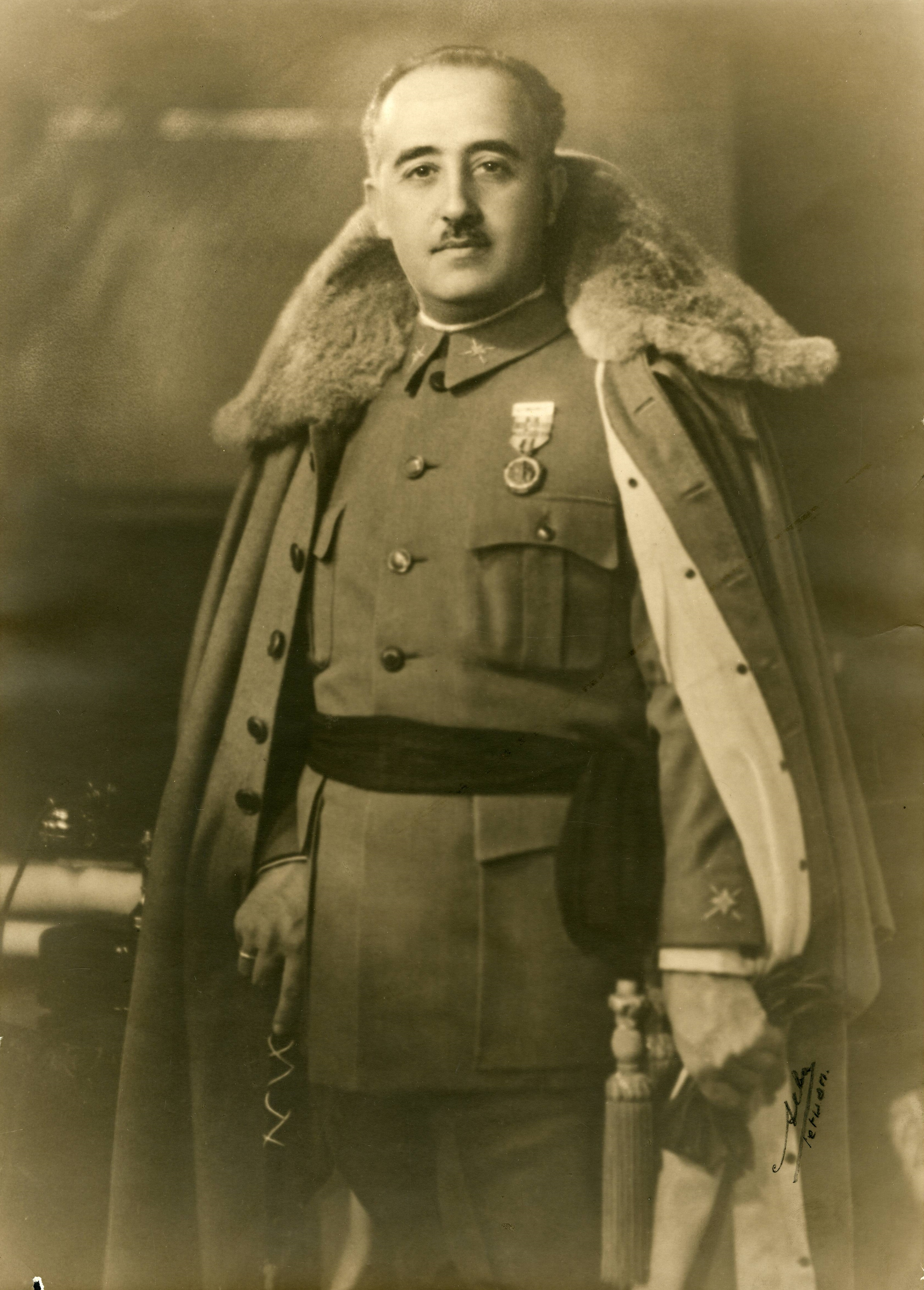
Francisco Franco był dyktatorem Państwa Hiszpańskiego w latach 1939–1975. Jego styl rządzenia państwem silnie czerpał z idei narodowego katolicyzmu

Skrajna prawica, znana także pod innymi określeniami ekstremalna prawica lub prawicowy ekstremizm – termin używany na określenie osób i ugrupowań o poglądach prawicowych, charakteryzujących się radykalnym programem lub metodami działania, przede wszystkim o poglądach ultranacjonalistycznych, faszystowskich, autorytarnych, rasistowskich, antykomunistycznych, którzy w pierwszej kolejności stawiają swój naród na pierwszym miejscu i często kierują się przy tym populizmem.
Od dekad termin ten jest używany głównym nurcie nauki w odniesieniu do faszyzmu i nazizmu, a dzisiaj także do neofaszyzmu, neonazizmu, alt-rightu, rasowej supremacji (przede wszystkim białej) i innych podobnych ideologii politycznych zawierających w sobie elementy ultranacjonalizmu, ksenofobii, szowinizmu, niechęci do zjawiska imigracji, rasizmu, fundamentalizmu religijnego, teokracji, homofobii, transfobii, antyfeminizmu, reakcjonizmu i monarchizmu. Poszczególne odmiany faszyzmu charakteryzuje się jako skrajnie prawicowe ze względu na przekonanie, że rzekomo określona grupa ludności jest lepsza od innej i ma prawo dominować nad innymi grupami, które są jej zdaniem gorsze od nich. W sprawach gospodarczych skrajna prawica często jest niechętna kapitalizmowi (choć jej nowsze nurty stosują niekiedy mariaż neoliberalizmu i autorytaryzmu).
W opinii Davida Robertsona określanie mianem „faszystowskich” powojennych grup prawicowych, szczególnie jeżeli ich program zawiera elementy nacjonalizmu, stanowi poważne przekłamanie. Zamiast tego postuluje on stosowanie terminów „neofaszyzm” i „nowa prawica”.
Rządy partii lub innych ugrupowań skrajnie prawicowych mogą prowadzić do opresji, przemocy politycznej, wymuszonej asymilacji, czystek etnicznych lub ludobójstw.

## Historia i podział skrajnej prawicy
Pojęcie to pojawiło się po rewolucji francuskiej i mianem skrajnej prawicy określano ugrupowania, które odmawiały przyjęcia republiki, a domagały się powrotu do monarchii. Skrajna prawica sama w sobie zawiera troistość, tzn. ma „swoją” prawicę, „swoje” centrum i „swoją” lewicę, oraz ekstrema.

## Skrajna prawica na świecie

### Polska
W Polsce jako organizacje skrajnie prawicowe są klasyfikowane m.in. Obóz Narodowo-Radykalny, Młodzież Wszechpolska, Narodowe Odrodzenie Polski, Falanga Bartosza Bekiera, Rodacy Kamraci Wojciecha Olszańskiego, Konfederacja Wolność i Niepodległość (jak i partie ją współtworzące, takie jak Ruch Narodowy czy w przeszłości Konfederacja Korony Polskiej) i mniejsze grupy, w tym te o charakterze neonazistowskim (np. polska sekcja międzynarodowego ruchu Krew i Honor).
Niemcy
W Niemczech istnieje wiele organizacji i partii politycznych  odwołujących się do ideologii skrajnie prawicowych. Są nimi np.: Heimat i Alternatywa dla Niemiec

## Krytyka pojęcia i mniejszościowe głosy
Zdaniem Jacka Bartyzela w latach 30. XX wieku nazwę prawica skrajna upowszechniły środowiska lewicujące określając nim ideologie i ruchy radykalne łączące rzekomo idee socjalizmu i nacjonalizmu (faszyzm i nazizm) – przez co obniżyły rangę samego pojęcia prawica. Sam nazizm określany jest przez niego jako wróg prawicy.
Klasyfikacja faszyzmu i nazizmu jako skrajnej prawicy niekiedy bywa kontestowana. Niemniej jednak takie głosy pozostają na marginesie nauki. Sam twórca ideologii faszystowskiej Benito Mussolini określał swój ruch właśnie jako prawicowy.